# Нолан Мбемба
Нолан Мбемба (фр. Nolan Mbemba, нар. 19 лютого 1995, Ам'єн, Франція) — конголезький футболіст, центральний півзахисник французького «Гавра» та національної збірної Республіки Конго.

## Ігрова кар'єра

### Клубна
Нолан Мбемба є вихованцем футбольної академії французького клуба «Лілль», де він почав грати з 2012 року за другу команду клубу у Національному дивізіоні 2. Сезон 2014/15 футболіст провів в оренді у бельгійському «Мускроні» у турнірі Ліга Жупіле. Повернувшись до Франції, Мбемба провів одну гру в основі «Лілля» у чемпіонаті Франції 21 листопада 2015 року проти «Труа».
По завершенні контракту з французьким клубом, влітку 2016 року як вільний агент Мбемба перебрався до Португалії, де провів один сезон, граючи за другу команду «Віторія Гімарайнш».
У 2017 році півзахисник повернувся до Франції, до клубу Ліги 2 «Реймс». З яким вже у першому сезоні виграв турнір Ліги 2. У 2020 році Мбемба став гравцем «Гавра», з яким також виграв Лігу 2 2022/23 років.

### Збірна
2 вересня 2021 року у матчі кваліфікації до чемпіонату світу 2022 року проти команди Намібії Нолан Мбемба дебютував у складі національної збірної Республіки Конго.

## Досягнення
Реймс
- Переможець Ліги 2: 2017/18

Гавр
- Переможець Ліги 2: 2022/23